# 松村努
松村 努（まつむら つとむ、1968年4月9日 - ）は、日本の漫画家。大阪府枚方市出身。

## 経歴
1988年１月14日に発売された『少年KING増刊号』（少年画報社）に掲載された『コーキ君の彼女』で19歳の時にデビュー。同年4月に20歳になった後、本誌『少年KING』にて『ぶっとび生徒会』で連載開始するも６回目で雑誌が休刊。翌年『月刊少年コミック』（少年画報社）で『ガソリン番長』を連載、この作品で初めて単行本を出した。1990年、自身で持ち込んだ『PATI-PATI』で第3回少年サンデーコミックスグランプリ入賞、同作で1991年1月小学館から再デビューし連載。1995年から『月刊コロコロコミック』（小学館）で『BiNGO!』を連載開始。松村としては最長の連載で代表作となった。単行本は全５巻で台湾版も発売された。また、中部電力から配布された漫画『アミクスエルゴン』は単行本で4巻にわたり文庫化もされた。『アミクスエルゴン ウラシマ伝説』と題してPCゲーム化もされた。
漫画以外にも趣味で(ペンネーム「花丸敏吾」名義)カスタムキューピー作品を多数発表。当時投稿していた「月刊ハイパーホビー」では『カスタムキューピーマイスター』の称号を受ける。
同じく「花丸敏吾」名義で、フジテレビ系で放映されたアニメ「パチスロ貴族 銀」漫画版の作画を担当。この作品は現在も電子書籍として読むことが出来る。
体調を崩し、しばらく療養してからは雑誌掲載はないものの作品自体は現在も描いている模様。
2020年1月より、実弟と組んだソフビ制作ユニット「松村魂」でオリジナルデザインのソフビの制作販売をスタートして勢力的に活動中。(2024年4月現在)

## 作品リスト
- コーキ君の彼女（少年KING増刊、少年画報社）
- ぶっとび生徒会（少年KING、少年画報社）

- ガソリン番長（月刊少年コミック、少年画報社、全3巻）
- PATI-PATI（週刊少年サンデー、小学館）
- ねずみ小僧二代目参上!（週刊少年サンデー超、小学館）
- アミクスエルゴン（原案：橋本一郎、中部電力、全4巻）※非売品
- スーパー桃太郎電鉄Ⅲ キングボンビーだよ〜ん!!（月刊コロコロコミック、小学館）
- BiNGO!（月刊コロコロコミック、小学館、全5巻）
- ぐるっと!ヨーカイザー（月刊コロコロコミック、小学館、全1巻）※単行本は司書房発行
- パチスロ貴族 銀（原作：浅井健吾、ヤングキング、花丸敏吾[1]名義、全2巻）
- DAEDEND（ヤングキング、パチスロ貴族銀2巻に収録）
- 約束と贈り物と（ヤングキング、パチスロ貴族銀2巻に収録）
- コーキ!（ヤングキング増刊9月16日号BADBOYS特集号掲載）